# غمزة توبوز
غمزة توبوز (بالتركية: Gamze Topuz)‏ هي ممثلة تركية ولدت في يوم 8 أكتوبر 1983 في إسطنبول. بدأت التمثيل في سنة 2004. ومثلت في مسلسلات نبض الحياة في 2006 و العهد في 2013 و الطائر المبكر في 2018 والأزقة الخلفية في سنة 2019.